# 西山慎太
西山慎太（2014年12月2日—），是來自東京都澀谷區的足球運動員，隸屬於巴塞隆納足球俱樂部的青訓營，他的位置是FP（Field Player）。

## 俱樂部歷史
自童年起，他一直是神奈川縣足球俱樂部「FC PORTA」的成員，2021年，他隸屬於橫濱FC。
2023年，由於家庭工作原因，他移居西班牙並加入加泰隆尼亞足球俱樂部「CF Damm」。在30場聯賽中打進54粒進球並貢獻24次助攻後，他受到了巴塞隆納足球俱樂部的興趣。